# Royaume houéda

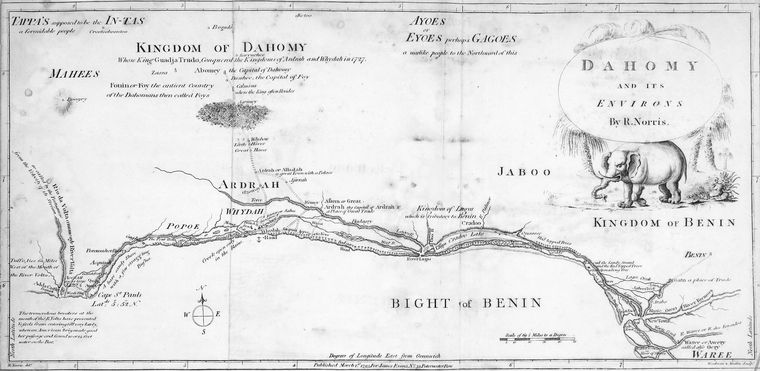
Carte des royaumes en 1793.

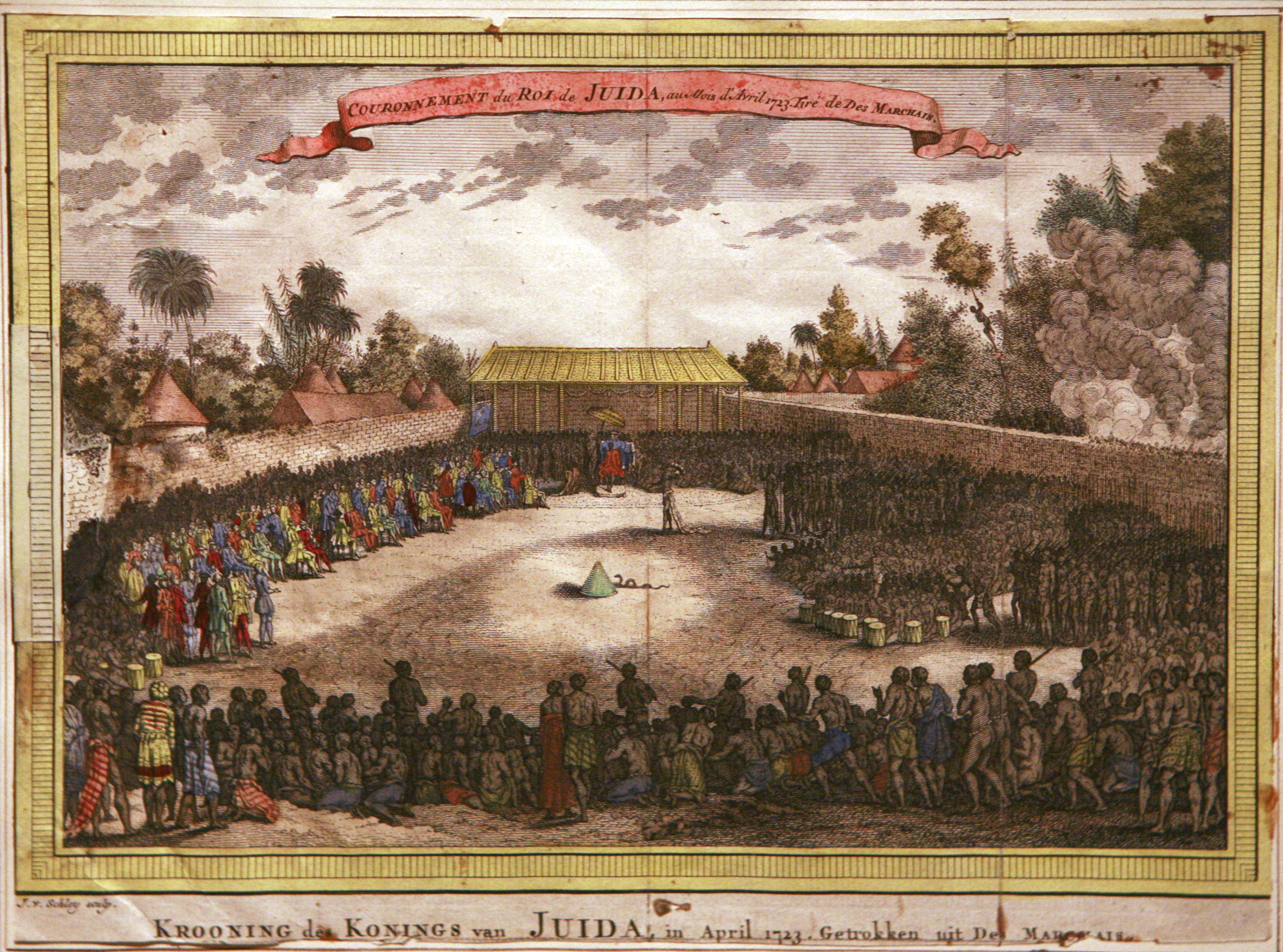
Couronnement du Roy de Juida à la coste de Guinée (gravure de Jacobus van der Schley).

Le royaume houéda (ou Hueda, Juda, Ouidah, Whidah, Whidaw, Whydah, Xwéda) est un ancien petit royaume précolonial d'Afrique de l'Ouest, situé dans le golfe de Guinée, au sud de l'actuelle République du Bénin. Il fut annexé par le royaume du Dahomey le 9 mars 1727.

## Étymologie
Houéda ou Xwéda est le nom du groupe ethnique adja qui s'installa au XVe siècle sur les rives du lac Ahémé. 

## Histoire

### Origine
L'histoire de ce royaume reste encore mal connue. Il aurait été fondé à la fin de la première moitié du XVIe siècle, vers 1580, par les Houéda sous la conduite de leur chef Ahoho (ou Haholo). Sa capitale a d'abord été Savi (ou Xavier), située à 8 km au nord de l’actuelle ville de Ouidah, dont l'essor économique considérable à partir du XVIIe siècle, grâce au commerce avec les Européens, contribua à amoindrir l'importance de Savi. La mixité culturelle est une caractéristique importante du royaume puisque Savi, sa capitale, est à l'origine fondée par un groupe ethnique nommé hula ou pla, parlant le xwla.
Deux autres versions s'opposent dans la tradition orale, celle de Porto-Novo qui prétend que les rois d'Houéda descendent de la dynastie du royaume d'Allada, celle de Ouidah qui prétend que leur fondateur est originaire du royaume de Tado, sans lien avec la dynastie d'Allada. La première version correspond à un usage courant de réécriture afin de légitimer une autorité de droit. En effet, le royaume houéda est vassal du royaume d'Allada durant le XVIIe siècle. Une autre version veut que Ouidah soit fondée par des migrants yoruba en exil. Il existe effectivement une grande mixité d'ethnie au sein du port, pouvant justifier l'émergence de ces différentes variantes des origines.

### Port commercial et fin
Ouidah était l’un des principaux centres du commerce d’esclaves d’Afrique occidentale pendant le XVIIe siècle. L’agriculture y était pratiquée de forme extensive et son commerce interne était particulièrement développé.
Dès la fin du XVIIe siècle, le Royaume laisse s’installer des Européens dans son territoire, notamment des Français, des Hollandais, des Portugais et des Britanniques. À partir du début du XVIIIe siècle, ces derniers ont multiplié les constructions : fortifications, murailles du palais royal ou encore entrepôts commerciaux.
Houffon (ou Haffon), proclamé roi à 14 ans, avait l’habitude d’échanger des esclaves contre des présents européens. Il a notamment reçu deux navires et un trône de la part de la France et une couronne de la part de la Compagnie Britannique. Son couronnement officiel, estimé entre 1723 et 1725, a été effectué en présence de Français et de Britanniques. 
Le 9 mars 1727, le roi d'Abomey Agadja conquiert le royaume de Savi et tue son dernier roi, Houffon,.

## Liste des rois[1]
| Nom                 | Règne                |
| ------------------- | -------------------- |
| Ayohwan             | 1671 - 1703          |
| Aysan ou Amah       | 1704 - 1708          |
| Hufon               | 1708 - 1727 [Quoi ?] |
| Sagbe               | 1753 - 1774          |
| Akanmou             | 1776 - 1802          |
| Dèkpon              | 1804 - 1819          |
| Dèdé                | 1820 - 1843          |
| Dèdji               | 1844 - 1857          |
| Mitodaho Kpassenhon | 2006 - ....          |